# Душман, Давид Александрович
Давид Александрович Ду́шман (1 апреля 1923, Данциг — 4 июня 2021, Мюнхен) — военнослужащий Красной армии и спортсмен, тренер советской олимпийской сборной по фехтованию. Был предпоследним выжившим освободителем концлагеря Освенцим. Механиком-водителем Т-34 участвовал в Сталинградской и Курской битвах. Заслуженный тренер СССР.

## Вторая мировая война
Добровольно вступил в РККА, стал механиком-водителем танка, участвовал в Сталинградской и Курской битвах. Получил более сорока наград и знаков отличия, в том числе орден Отечественной войны.
27 января 1945 года провёл свой Т-34 сквозь ограду концлагеря Аушвиц-Биркенау в оккупированной Польше, начав тем самым освобождение лагеря. В лагере он увидел голодных людей и груды трупов. Позже вспоминал: «мы бросили им все наши консервы и немедленно отправились преследовать фашистов».
За войну был трижды тяжело ранен. Был одним из 69 солдат из 12 000 человек своей дивизии, которые пережили войну.

## Карьера в фехтовании
Ещё до войны Душман был успешным фехтовальщиком, чемпион Москвы 1941 года. В 1951 году он стал чемпионом СССР по фехтованию на шпагах, затем — тренером клуба «Спартак». С 1952 по 1988 год тренировал женскую сборную Советского Союза по фехтованию. Многие олимпийские чемпионы прошли его школу. Его воспитанниками были чемпионка мира 1956 года в командном первенстве Тамара Евплова, двукратный олимпийский чемпион, неоднократный победитель и призёр чемпионатов мира Умяр Мавлиханов, выдающаяся советская рапиристка, чемпионка Олимпийских игр, девятикратная чемпионка мира Валентина Сидорова. На Олимпиаде 1972 года в Мюнхене воспитанники Душмана завоевали две золотые, две серебряные и три бронзовые медали.
Томас Бах, президент Международного олимпийского комитета (МОК) и бывший олимпийский чемпион по фехтованию, представлявший Западную Германию, вспоминал, что, когда он встретил Душмана в 1970 году, тот «сразу же предложил свою дружбу и совет, несмотря на личный опыт во Второй мировой войне и Освенцим». Бах добавил, что этот поступок был «настолько глубоким человеческим жестом, что я никогда его не забуду».
Душман продолжал давать уроки фехтования в местном клубе почти каждый день, пока ему не исполнилось 94 года.

## Теракт в Мюнхене
Находясь в качестве тренера по фехтованию на летних Олимпийских игр 1972 года, стал свидетелем массового убийства израильских спортсменов в Мюнхене. Общежитие советской команды находилось напротив помещения израильских спортсменов, и Душман позднее вспоминал, что был в ужасе от происшедшего, поскольку сам в то время очень хорошо сознавал свое еврейское происхождение.

## Личная жизнь
Отец Душмана был спортивным врачом и военным врачом Красной армии. В 1938 году во время Большого террора был отправлен в трудовой лагерь за Полярным кругом, где и умер десять лет спустя.
В течение 1990-х годов Душман несколько лет жил в Австрии, прежде чем переехать в Мюнхен. С 1996 года до своей смерти 4 июня 2021 года жил в Мюнхене вместе с женой Зоей до её смерти.

## Награды
- Орден Александра Невского (20 июля 2020 года, Россия) — за большой вклад в дело сохранения исторической памяти о событиях и уроках Второй мировой войны[10].
- Медаль ордена «За заслуги перед Отечеством» II степени (26 июня 1995 года, Россия) — за заслуги в развитии физической культуры и спорта и большой личный вклад в возрождение и становление спортивного общества «Спартак»[11].
- Орден Красной Звезды, Славы III степени, Отечественной войны (обоих степеней), медаль «За отвагу» (дважды)[12][5].